# Eiði
Eiði è un comune delle Isole Fær Øer. Ha una popolazione di 712 abitanti, fa parte della regione di Eysturoy sull'isola omonima.
Oltre al capoluogo (670 abitanti) il comune comprende le località di Ljósá e Svínáir.